# Mordellistena pseudonana
Mordellistena pseudonana är en skalbaggsart som beskrevs av Karl Friedrich Ermisch 1956. Mordellistena pseudonana ingår i släktet Mordellistena, och familjen tornbaggar. Arten har ej påträffats i Sverige.